# Seubtendorf
Seubtendorf is een dorp in de Duitse gemeente Tanna in het Saale-Orla-Kreis in Thüringen. Het dorp dat direct naast de A9 ligt, was tot 1997 een zelfstandige gemeente. 
Seubtendorf wordt voor het eerst genoemd in een oorkonde uit 1354. In dat jaar was de dorpskerk al aanwezig, deze werd oorspronkelijk gebouwd in de 13e eeuw. Tijdens de Dertigjarige Oorlog werd het gebouw compleet verwoest. Na die oorlog, in 1656, werd de kerk opnieuw opgebouwd.